# Фёдоровка (Житомирский район)
Фёдоровка (укр. Федорівка) — село на Украине, основано в 1657 году, находится в Черняховском районе Житомирской области.
Код КОАТУУ — 1825687903. Население по переписи 2001 года составляет 266 человек. Почтовый индекс — 12323. Телефонный код — 4134. Занимает площадь 0,831 км².

## Адрес местного совета
12322, Житомирская область, Черняховский район, с.Стырты, ул.Соборная, 42б